# ألان كلارك (رائد أعمال)
ألان كلارك (بالإنجليزية: Alan Clark)‏ هو رائد أعمال جنوب أفريقي، ولد في 22 سبتمبر 1959.